# Startovací komplex 40
Startovací komplex 40 na Cape Canaveral Space Force Station (SLC-40) je startovní rampa na severním konci mysu Canaveral na Floridě.
Rampa byla v letech 1965 až 2005 používána letectvem spojených států pro lety raket Titan III a Titan 4 . Po roce 2007 letectvo pronajalo komplex společnosti SpaceX pro starty rakety Falcon 9. Do srpna 2016 odtud odstartovalo pětadvacet Falconů 9. Dne 1. září 2016 byla rampa silně poškozena při výbuchu rakety Falcon 9 se satelitem Amos-6, kdy při tankování vzplanul druhý stupeň.

## Titan
První start z rampy SLC-40 se uskutečnil 18. června 1965 a odstartoval z něj raketa Titan IIIC.
Z rampy odstartovaly dvě meziplanetární mise:
- Neúspěšná sonda Mars Observer (25. září 1992)
- Cassini–Huygens mířící k Saturnu (15. října 1997)

V letech 1965 až 2005 odtud odstartovalo celkem 30 raket Titan IIIC, 8 raket Titan 34D a 17 raket Titan 4. Poslední start Titanu z rampy SLC-40 byl s průzkumným satelitem Lacrosse-5, který odstartoval 30. dubna 2005 na raketě Titan 4-B.
Obslužná věž byla demontována na přelomu let 2007 a 2008 a mobilní servisní struktura (MSS) byla 27. dubna 2008 zdemolována pomocí odstřelu.

## Falcon 9
Dne 25. dubna 2007 pronajalo americké letectvo komplex společnosti SpaceX. Během roku 2008 byla zahájena výstavba pozemních zařízení nezbytných pro starty raket Falcon 9. Rekonstrukce zahrnovala instalaci nových nádrží na kyslík a RP-1 a výstavbu hangáru pro přípravu raket a nákladu.
První raketa Falcon 9 dorazila na kosmodrom na konci roku 2008 a poprvé byla vztyčena 10. ledna 2009. Po startu 4. června 2010 náklad úspěšně dosáhl oběžné dráhy. V roce 2013 došlo k úpravě rampy, aby umožnila starty Falconu 9 v1.1, který je o několik metrů vyšší, o 60 % těžší a má o 60 % vyšší tah.
Z rampy do září 2016 odstartovalo 27 Falconů 9, z toho 25 misí bylo úspěšných. V červnu 2015 došlo k rozpadu rakety za letu při misi CRS-7 a v září 2016 došlo k vážnému poškození rampy při statickém zážehu před misí Amos-6. Po této nehodě byla rampa více než rok mimo provoz, protože došlo k váženému poškození rampy. Starty se na toto období přesunuly na rampu LC-39A, jejíž přestavba byla urychlena.

### Oprava rampy po nehodě Amos-6
Při opravách rampy se přikročilo rovnou i k jejímu vylepšení, kdy byla například většina vybavení udělána robustnější, aby lépe odolávala náporu při startu a některé systémy, které byly původně umístěny na povrchu, byly přesunuty do podzemí. Pro možnost lepšího testování, tady delší statické zážehy použitých prvních stupňů, byl vylepšen vodní systém a výkop pro odvod spalin. Bylo také změněno spojení s rampou, dříve šly všechny kabely od senzorů do jednoho místa, nyní se kabely dělí do deseti uzlů a signály jdou přes optické spoje, což znemožňuje rušení.
Nový TEL (zařízení, na kterém je připevněna raketa) je pevnější a dokáže s raketou manipulovat rychleji Zatímco dříve zvednutí nebo položení rakety trvalo 25 minut, nyní je to 5 minut pro vztyčení a 3 minuty pro sklopení. Nový TEL má šedý nátěr a díky tomu, že se bude těsně před startem odklánět od rakety o něco více (podobně jako TEL na rampě LC-39) by při startu mělo docházet k jeho menšímu opotřebení.
Bylo přistoupeno i k určité unifikaci systémů, z důvodu jednoduššího sdílení pozemních obslužných týmů pro jednotlivé rampy, aby pro každou rampu nemusel být extra vycvičená obsluha. Sjednocení konstrukce a pracovních postupů je dalším prvkem ve skládačce, směřující k rychlejší znovupoužitelnosti a vyšší bezpečnosti i spolehlivosti.
Všechny tyto opravy a vylepšení vyšly asi na 50 milionů dolarů a SpaceX očekává, že pauzy mezi starty by měly trvat přibližně týden, možná i méně.

### Seznam letů Falconu 9 z SLC-40
- Zkušební let (4. červen 2010)
- NASA COTS Demo 1 (2. prosinec 2010)
- NASA COTS Demo 2+ (22. květen 2012)
- CRS SpX-1 (7. říjen 2012)
- CRS SpX-2 (1. březen 2013)
- SES-8 (3. prosinec 2013)
- Thaicom 6 (6. leden 2014)
- CRS SpX-3 (18. duben 2014)
- Orbcomm OG2 let 1 (14. červenec 2014)
- Asiasat 8 (5. srpen 2014)
- Asiasat 6 (7. září 2014)
- CRS SpX-4 (21. září 2014)
- CRS SpX-5 (10. leden 2015)
- DSCOVR (11. únor 2015)
- ABS 3A, Eutelsat 115 West B (2. březen 2015)
- CRS SpX-6 (14. duben 2015)
- TurkmenSat 1 (27. duben 2015)
- CRS SpX-7 (28. červen 2015)
- Orbcomm OG2 let 2 (22. prosinec 2015)
- SES-9 (4. březen 2016)
- CRS SpX-8 (8. duben 2016)
- JCSAT-14 (6. květen 2016)
- Thaicom 8 (27. květen 2016)
- Eutelsat 117W B, ABS 2A (14. červen 2016)
- CRS SpX-9 (18. červenec 2016)
- JCSAT-16 (14. srpen 2016)
- Amos-6 (1. září 2016) – vážné poškození rampy
- CRS SpX-13 (15. prosinec 2017)
- Zuma (8. leden 2018)
- SES-16 (GovSat-1) (31. ledna 2018)
- Hispasat 30W-6 (6. března 2018)
- CRS SpX-14 (2. dubna 2018)
- TESS (17. dubna 2018)
- SES-12 (4. června 2018)
- CRS SpX-15 (29. června 2018)
- Telstar 19V (22. července 2018)
- Merah Putih (7. srpna 2018)
- Telstar 18V (10. září 2018)
- CRS SpX-16 (5. prosince 2018)
- GPSIII-SV01 (23. prosince 2018)
- Nusantara Satu (22. února 2019)
- CRS SpX-17 (4. května 2019)
- Starlink-1 (24. května 2019)
- Amos-17 (6. srpna 2019)
- CRS SpX-18 (25. července 2019)
- Starlink v1-1 (11. listopadu 2019)
- SpX CRS-19 (5. prosince 2019)
- JCSAT-18 / Kacific-1 (17. prosince 2019)
- Starlink v1-2 (7. ledna 2020)
- Starlink v1-3 (29. ledna 2020)
- Starlink v1-4 (17. února 2020)
- SpX CRS-20 (7. března 2020)
- Starlink v1-7 (3. června 2020)
- Starlink v1-8 (13. června 2020)
- GPSIII-SV03 (30. června 2020)
- ANASIS-II (20. července 2020)
- Starlink v1-10 (18. srpna 2020)
- SAOCOM 1B (31. srpna 2020)
- Starlink v1-14 (24. října 2020)
- GPSIII-SV04 (6. listopadu 2020)
- Starlink v1-15 (25. listopadu 2020)
- SXM-7 (13. prosince 2020)
- Türksat 5A (8. ledna 2021)
- SpaceX Transporter-1 (24. ledna 2021)
- Starlink v1-18 (4. února 2021)
- Starlink v1-19 (16. února 2021)
- Starlink v1-20 (11. března 2021)
- Starlink v1-22 (24. března 2021)
- Starlink v1-23 (7. dubna 2021)